# まんじゅうまき
饅頭まき（まんじゅうまき）とは、主に福井県嶺北地方で見られる慣習である。

## 概要
本来は婚礼において、花嫁が嫁ぎ先の家で一升枡の中に置いた水を入れた茶碗や盃を飲む一升水（一生水）の儀式が行われている間に、屋外で屋根の上から饅頭をまき近所の人々がそれを拾う行事だった。
婚礼の変化により、結婚式の最後の儀式として「酒まんじゅう」やお菓子・インスタントラーメン等を花嫁を迎える新郎の家の2階の窓から盛大に撒くようになった。結婚式に際して行われることが主であるが、家のおめでたい行事などで行われることもある。
もともと饅頭は「万寿」とも書く吉事にふさわしい和菓子で「万寿まき」の漢字をあてることもある。福井県嶺北地方は、名古屋市などと並んで派手な結婚式を行う地域であったために、この慣習も徐々に派手なものになりいつしか高いところから盛大に撒くようになったという。
そのため、饅頭代にいくらかけたかで家の格が決まるとされることもある。なお、饅頭代は新郎の兄弟や叔父などからの御祝儀という形をとることが一般的である。新婦がまんじゅうを客1人ずつに渡す「手渡し」を行う家もある。多い家では4000個以上の饅頭がまかれたこともあったが、この伝統行事を行う家は少なくなっている。